# Apistogramma regani
Apistogramma regani är en fiskart som beskrevs av Kullander, 1980. Apistogramma regani ingår i släktet Apistogramma och familjen Cichlidae. Inga underarter finns listade i Catalogue of Life.